# Nikola V.
Nikola V., pravo ime Tommaso Parentucelli, (15. studenoga 1397., Sarzana - 24. ožujka 1455., Rim) bio je papa od 1447. do 1455.

## Životopis

### Raniji život
Tommaso je rođen 15. studenoga 1397. Kad je imao devet godina, njegov je otac, siromašan, ali vješt liječnik umro. Otišao je studirati u Bolognu, ali je morao prekinuti studij zbog nedostatka novca. Postao je učitelj u bogatim firentinskim obiteljima Strozzi i Albizzi, gdje se po prvi put susreo s humanizmom i renesansom. 1419. se vratio u Bolognu, a 1422. diplomirao bogoslovlje.